# Ferme des Blancs Curés
La ferme des Blancs Curés est située dans le village de Waha faisant partie de la commune de Marche-en-Famenne en Belgique (province de Luxembourg). Elle est reprise sur la liste du patrimoine immobilier classé de Marche-en-Famenne.

## Localisation
La ferme est située dans le centre de la localité de Waha, au no 4 de la rue du Maquis, à environ une centaine de mètres à vol d'oiseau à l'ouest de l'église Saint-Étienne et aussi à proximité de l'ancienne ferme Moureaux, deux autres immeubles classés. Elle se trouve en contrebas de la rue, au bout d'un chemin d'une longueur d'une cinquantaine de mètres (accès privé).

## Historique et description
Cette propriété fut jusqu'à la fin du XVIIIe siècle, une dépendance de l’abbaye de Leffe. Les chanoines prémontrés étaient parfois appelés "les blancs curés" en référence à leur habit blanc, d'où le nom donné à cette ferme, en évocation à son ancienne fonction de presbytère, logis du chanoine desservant l'ancienne église Saint-Martin. Le lien de Waha avec les chanoines prémontrés est très ancien. Dans une charte du 29 mars 1194, le pape Célestin III confirme les possessions de l'abbaye de Floreffe, dont "l'église du bienheureux Martin de Waha, avec ses dépendances" Ainsi dès la fin du XIIe siècle, les Prémontrés desservaient la cure de Saint Martin de Waha qui était alors une des paroisses principales de la région. Lorsque le prieuré de Leffe est érigé en abbaye en 1200, l'abbaye mère de Floreffe lui fait don entre autres de l'église de Waha. En 1201, Wéric de Frandeux, vassal de Thibaut, compte de Bar et de Luxembourg, donne à la nouvelle abbaye le domaine que lui et ses frères possèdent à Waha. C'est la révolution française qui met fin à six siècles de possession de l'église et du domaine de Waha par l'abbaye de Leffe. L'église Saint-Martin, située dans une pâture en contrebas de la ferme (à ne pas confondre avec l'église romane St Etienne située à proximité), est détruite en 1798.
Autrefois, ferme en carré, il ne reste aujourd'hui que deux volumes en vis-à-vis : au sud-ouest un corps de logis (probablement l'ancien presbytère) en colombage sur un rez-de-chaussée en moellons calcaires équarris et chaulés, chaîné aux angles, remontant à la dernière moitié du XVIe siècle (datation dendrochronologique des poutres sommières, solives et ferme de charpente). Porte d'accès en plein cintre marquée d'un blason muet, remontée ultérieurement mais sans doute originelle tout comme la petite baie rectangulaire à gauche. Autres percements datant de l'adjonction au début du XIXe siècle à droite d'une travée, dans le chainage d'angle de laquelle est inséré une ancienne pierre gravée aux armoiries de Mathieu Pielthen, curé de Saint-Martin en 1611,. Pignon de ce côté (ardoisé) et façade arrière refaits en brique au XXe siècle. Bâtière en ardoise. À l'intérieur se trouve une cheminée gothique primitive en pierre aux montants sculptés de feuilles de plantin, et un remarquable escalier en chêne aux balustres Renaissance.
En face, se trouve un long volume de dépendances en moellons calcaires du XVIIIe siècle, comprenant une grange, deux étables, un fenil et des porcheries adossées au pignon gauche. A droite, porte de la grange à linteau de bois de remploi et porte des deux étables à linteau bombé à clé sur montants harpés . Fenêtre du fenil à linteau droit sur montant à queues de pierre. Bâtière d'Eternit. Les pièces de la charpente, probablement de réemploi, ont été datés par dendrochronologie à 1680. Les autres bâtiments perpendiculaires aux immeubles actuels ont été détruits au début du XXe siècle. , 
L'exploitation agricole se termine en 1975. Les lieux ont accueilli à cette époque des camps de mouvements de jeunesse (patros et louveteaux). De 1980 à 1989, le corps de logis abrite est un restaurant "Les Blancs Curés", bien connu dans la région, qui sera tenu par trois restaurateurs successifs. L'étable sera alors aménagée pour des soirées.
La propriété, classée depuis 1991, est aujourd'hui une résidence privée.